# Loburger Park
Der Loburger Park ist ein Park im Stil eines englischen Gartens in Ostbevern.

## Geschichte
Die Bezeichnung Lo-Hus oder Lo-Hof (mundartl. lo wie das engl. low) besagt so viel wie ‚niedrig, sumpfig, feucht‘.
1760 baute die Familie von Nagel das Schloss Loburg. Dieses brannte 1899 nieder. 1900 wurde das neue Schloss gebaut, und es ergab sich die Frage nach einem dem Neubau angemessenen Park, für den etliche Entwürfe erstellt wurden. Heute geht man davon aus, dass der 1903 zur Umsetzung gelangte Plan von Maximilian Friedrich Weyhe stammt. Der damalige Schlossherr von Beverförde-Werries soll dazu Douglasien aus Nordamerika und Rhododendren aus den Niederlanden besorgt haben. Der Schlosspark wurde im Ganzen 60 ha groß. Die Douglasien wurden als wertvolles Grubenholz für den Bergbau im Ruhrgebiet gezogen und gewinnbringend verkauft.
Nachdem kein Grubenholz mehr benötigt wurde, verwilderte der Park mehr und mehr. Der einzig noch architektonisch gestaltete Teil liegt heute im unmittelbaren Umfeld des Schlosses. Dem schließt sich ein strukturreicher und ökologisch wertvoller Mischwald mit Teichen und einem Gräften- und Grabensystem an. Eine Besonderheit für den Park sind die im Wald verteilten Rhododendrenbestände.
Im Zusammenhang mit der Regionale 2004 hat die Gemeinde Ostbevern ein Projekt mit dem Titel „Wasserroute Beveraue – Schlosspark Loburg“ entwickelt. Der Schlosspark soll für den lokalen Tourismus erschlossen werden. Vor allem in der Blütezeit (April–Mai) geben die Rhododendren dem Park ein besonderes Gepräge. Das Verkehrsamt der Gemeinde veranstaltet jährlich einen Rhododendrontag, der mit Führungen durch den Park und das Schloss einhergeht. Durch die Anlage führt der sehenswerte Loburger Kreuzweg.

Bilder
Waldweg im Park
Rhododendren
Teich im Park